# Véronika Hudima
Veronika Hudima est une joueuse franco-ukrainienne de volley-ball née le 8 juillet 1988 à Kharkiv (URSS). Elle mesure 1,85 m et joue réceptionneuse-attaquante. Elle est la fille de Volodymyr Hudima ancien joueur de volley-ball.

## Clubs
| Club                  | Pays    | De        | À         |
| --------------------- | ------- | --------- | --------- |
| RC Cannes             | France  | 2006-2007 | 2008-2009 |
| Stella ES Calais      | France  | 2009-2010 | 2009-2010 |
| EC Wybrzeże TPS Rumia | Pologne | 2010-2011 | 2010-2011 |
| PTPS Piła             | Pologne | 2011-2012 | 2011-2012 |
| PSPS Chemik Police    | Pologne | 2012-2013 | 2012-2013 |
| Apollon Limassol      | Chypre  | 2013-2014 | …         |

## Palmarès
- Championnat de France (3)
  - Vainqueur : 2007, 2008, 2009
- Coupe de France (3)
  - Vainqueur : 2007, 2008, 2009